# Loshult
Loshult er en by i Loshults sogn i Osby kommun i Skåne, der ligger omkring en halv kilometer fra grænsen til Småland og omkring fem kilometer fra Älmhult. I 2010 havde byen omkring 90 indbyggere.

## Historie
I ældre tid var byen meget påvirket af at ligge tæt ved grænsen mellem Danmark og Sverige. Et gammel forbindelsesled førte gennem byen, hvilket var en god ting for indbyggerne i fredstid, men en ulempe i krigstid. En kilometer syd for byen ligger Losborg og Sigfreds skanse, der er rester af fæstningsværker fra henholdsvis 1300-tallet og 1500- eller 1600-tallet.
I 1600-tallet bestod byen af otte gårde, som stadig står, dog er flere af dem genopbygget og renoveret i nyere tid. Enskiftet og laga skiftet blev aldrig fuldstændigt i byen, og derfor består dele af de middelalderlige agergrænser i Loshults skove.
Den 24. juli 1676 indtraf Kuppet i Loshult under den Skånske krig. En gruppe bønder fra Gønge overfaldt en pengetransport med omkring 50.000 rigsdaler, der tilhørte Karl 11. af Sverige og skulle bruges til at finansiere soldater og andet krigsmateriel. Pengene blev stjålet fra vogne, der var stillet ved Loshult kirke. Kirken er blev bygget i middelalderen, men blev stort set genopbygget i første halvdel af 1800-tallet, hvorefter den blev genindviet i 1863.
I midten af 1970'erne filmede tv-manden Lasse Holmqvist en serie programmer om forskellige mennesker i Loshult.
I dag er Loshult en blanding af gårde og moderne villaer. Byen har en skole, hvor de lokale børn går. Södra stambanan går forbi byen, men der har aldrig været en station ved denne jernbane. Byens station blev i stedet betjent af Kristianstad–Älmhults jernbane omkring en kilometer fra byen, men efter trafikken blev nedlagt i 1969 er bygningen senere omdannet til privatbolig.

## Befolkningsudvikling
- 1990: 108
- 1995: 107
- 2000: 89
- 2005: 77

## Loshultkanonen
En kanon støbt i bronze er fundet i Loshult og har fået navn efter byen. Loshultkanonen vejer omkring 9 kg og er dateret til 1326.
Originalen findes i dag på Historiska museet i Stockholm. Der er dog produceret flere replikaer.
Crecy museum i Frankrig har brugt den som forlæg for den type kanoner, der kan have været brugt i Slaget ved Crécy i 1346. Middelaldercentret ved Nykøbing Falster i Danmark har sammen med Moesgård Museum støbt en kopi, hvormed der er udført afskydninger for at undersøge kraften og effektiviteten af krudt fremstillet med middelalderlige opskrifter. Middelaldercentrets kopi er bl.a. blevet benyttet i dokumentarserien Kåres Danmarkshistorie med Kåre Johannessen, der gennemgår 13.000 års Danmarkshistorie og blev sendt på Tv2 øst i foråret 2013. Den blev affyret og demonstreret i afsnittet "Genrejsning, Massedød og Reformation", der handler om perioden 1340 til 1536.